# Хантілі II
Хантілі II (д/н— 1470-ті до н. е.) — великий цар (руба'ум рабі'ум) Середньохеттського царства.

## Життєпис
Син царя Аллувамни і харапсілі, доньки царя Телепіну. після смерті останнього близько 1500 рокудо н. е. Хеттська держава поринула в боротьбуза трон між батьком Хантілі та Тахурваілі. Ймовірно на якийсь час царство розпалося.
Слабкістю хеттів скористалися сусіди, що розширили державу. Насамперед йдеться про Кіззуватна. Невдала війна з племеним утворенням касків напевне належить до часів Хантілі I.
Достеменно невідомо, кого саме змінив на троні — Тахурваілі або Аллувамна. можливо суттуаціяшвидко змінювалася. Діяв до початку 1470-х років до н. е. Хантілі II змінив на троні його небіж — Ціданта II.